# Quedjau Nhabali
Quedjau Nhabali (Kedžau Ňabali), (* 8. července 1990 v Kyjevě, Sovětský svaz) je ukrajinský zápasník–judista tmavé pleti.

## Sportovní kariéra
Pochází z multikulturní rodiny, otec z Guinea-Bissau se hlásí k Mandinkům, matka je Ukrajinka. Po narození žil několik let v Africe. Po rozvodu rodičů se vrátil s matkou do rodného Kyjeva. kde se v 8 letech seznámil s judem. Jeho osobním trenérem je Vitalij Dubrova. V roce 2013 se poprvé prosadil v ukrajinské seniorské reprezentace ve střední váze. V roce 2016 se kvalifikoval na olympijské hry v Riu. V úvodním kole narazil na obhájce stříbrné olympijské medaile Kubánce Asley Gonzáleze, kterému podlehl v boji na zemi držením, potom co neodhadl svůj nástup do techniky sumi-gaeši.

## Výsledky
| Olympijské hry     |    |   |    | —  |     |     |     | úč. |  |  |  |  |  |  |  |  |  |  |  |  |  |  |  |  |
| Mistrovství světa  | —  | — | —  |    | úč. | 7.  | úč. |     |  |  |  |  |  |  |  |  |  |  |  |  |  |  |  |  |
| Evropské hry       |    |   |    |    |     |     | úč. |     |  |  |  |  |  |  |  |  |  |  |  |  |  |  |  |  |
| Mistrovství Evropy | —  | — | —  | —  | úč. | úč. | úč. | 7.  |  |  |  |  |  |  |  |  |  |  |  |  |  |  |  |  |
| ME do 23 let       | —  | — | 2. | 2. |     |     |     |     |  |  |  |  |  |  |  |  |  |  |  |  |  |  |  |  |
| MS juniorů         | 1. |   |    |    |     |     |     |     |  |  |  |  |  |  |  |  |  |  |  |  |  |  |  |  |
| ME juniorů         | 3. |   |    |    |     |     |     |     |  |  |  |  |  |  |  |  |  |  |  |  |  |  |  |  |